# José Viegas Filho

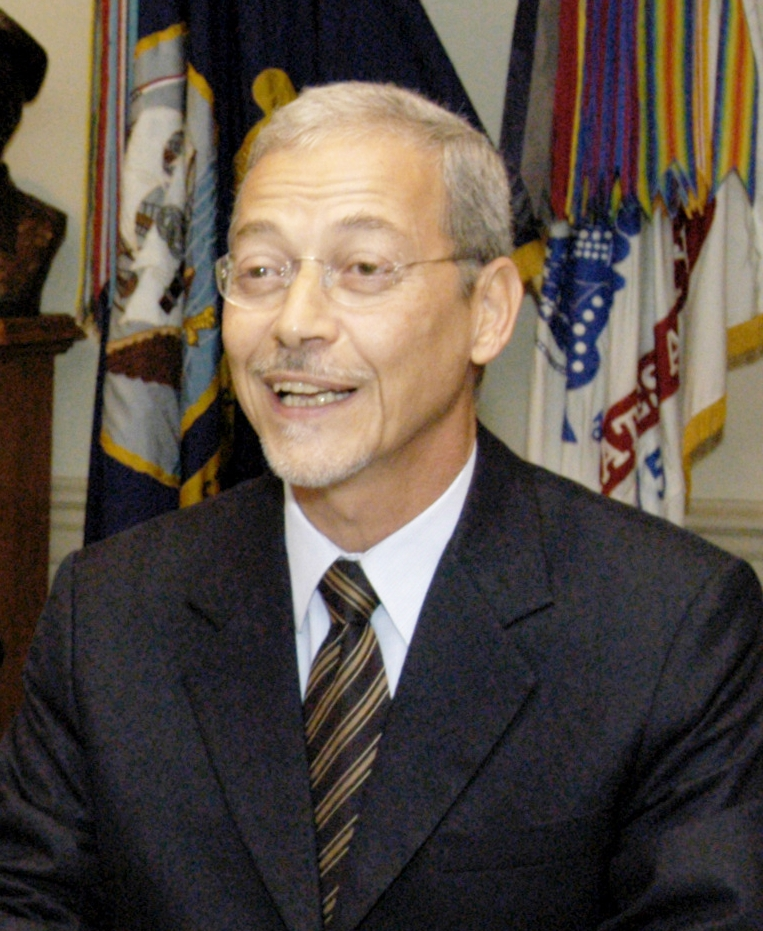
José Viegas

José Viegas Filho (* 14. Oktober 1942 in Campo Grande) ist ein ehemaliger brasilianischer Diplomat.

## Leben
Viegas Filho ist der Sohn von Dirce Bastos Viegas und José Viegas. 1964 absolviert er den Curso Preparatório à Carreira Diplomática (CPCD) des Rio Branco-Institutes. Im Rahmen des Curso de Altos Estudios verfasste er 1982 A segurança do Atlântico sul e as Relações com a África. Nachdem Filho 1984 in Sondermission in Rom eingesetzt worden war, wurde er 1985 als Gesandtschaftsrat nach Paris und ein Jahr später nach Havanna versetzt, wo er 1987 die brasilianische Delegation bei der Grupo Executivo de Países Latino-Americanos e do Caribe Exportadores de Açúcar leitete.
Im Jahr 1991 leitete Viegas Filho den Planungsstab und die Abteilung internationale Organisationen des Itamaraty. 1992 wurde er Mitglied des Prüfungsausschusses des Rio Branco-Institut und leitete die brasilianische Delegation sowohl bei einer Konferenz zur Reform des Vertrag von Tlatelolco als auch ein Jahr später bei der Konferenz der Blockfreien in Kairo. 1994 war er verantwortlich für die Politik des Estado-Maior das Forças Armadas (EMFA) und bereitete den Beitritt Brasiliens zum Missile Technology Control Regime vor. Im Jahr darauf leitete er erneut die brasilianische Delegation zu einem Seminar über vertrauensbildende Maßnahmen für Südamerika in Newport (Rhode Island).
Von 28. August 1995 bis zum 16. April 1998 wurde er als Botschafter in Kopenhagen eingesetzt sowie in Vilnius akkreditiert. Zwischenzeitlich leitete er 1996 die brasilianische Delegation sowohl bei der Konferenz über die Revision der Konvention über das Verbot oder die Beschränkung des Einsatzes bestimmter konventioneller Waffen in Bezug auf technische Anforderungen an Landminen in Wien und Genf als auch 1998 beim Comitê Intergovernamental de Seguimento e Coordenação do Programa de Cooperação entre Países em Desenvolvimento CISC in Havanna.
Danach erhielt Viegas Filho vom 16. April 1998 bis zum 8. August 2001 eine Verwendung als Botschafter zunächst in Lima und anschließend bis zum 28. Dezember 2002 in Moskau, wo er zwischenzeitlich am 4. Oktober 2001 zusätzlich auch an den Botschaften in Minsk, Tiflis und Astana (Kasachstan) akkreditiert war. Schließlich wurde Viegas Filho vom 1. Januar 2003 bis zum 8. November 2004 als Verteidigungsminister im ersten Regierungskabinett von Luiz Inácio Lula da Silva berufen.
Nach diesem Ministeramt übernahm Viegas Filho vom 23. Mai 2005 bis zum 11. März 2009 erneut das Amt des Botschafters, diesmal in Madrid und in Andorra sowie anschließend bis zum 15. März 2013 bei der Regierung in Rom, wo er darüber hinaus auch in Tirana und Valletta akkreditiert war.

## Tätigkeiten in der Übersicht
| Vorgänger                                | Amt                                                      | Nachfolger                       |
| ---------------------------------------- | -------------------------------------------------------- | -------------------------------- |
| Luiz António Jardim Gagliardi            | Botschafter in Kopenhagen 1995–1998                      | Carlos Luiz Coutinho Perez       |
| Raul Fernando Belford Roxo Leite Ribeiro | Botschafter in Lima 1998–2001                            | André Mattoso Maia Amado         |
| Thereza Maria Machado Quintella          | Botschafter in Moskau 2001–2002                          | Carlos Augusto Rego Santos Neves |
| Geraldo Magela da Cruz Quintão           | Verteidigungsminister 2003–2004                          | José Alencar                     |
| Osmar Vladimir Chohfi                    | Botschafter in Madrid 2005–2009                          | Paulo Cesar de Oliveira Campos   |
| Adhemar Gabriel Bahadian                 | Botschafter nächst der italienischen Regierung 2009–2013 | Ricardo Neiva Tavares            |